# Côte de Siple
La côte de Siple est une région côtière de la terre Marie Byrd donnant sur la barrière de Ross, en Antarctique occidental, et s'étendant entre la côte de Shirase au nord et la côte de Gould au sud. Elle se situe dans la dépendance de Ross, revendiquée par la Nouvelle-Zélande, et a été baptisée en l'honneur de l'explorateur américain Paul Siple.
Cette partie du littoral est mal définie car elle est recouverte d'une grande épaisseur de glace qui se déverse dans la banquise, notamment les courants glaciaires de Bindschadler (en), de Kamb (en) et de Whillans (en).